# Élection municipale ou communale
Dans une démocratie, une élection municipale,  aussi appelée élection communale est une élection au cours de laquelle les habitants du plus bas niveau de l'administration territoriale d'un pays, souvent appelé municipalité ou commune, élisent les autorités de celle-ci. 

## Élection des autorités communales
Les modes d'élection des autorités municipales varient énormément d'un pays à l'autre, voire au sein d'un même pays.

### Aux États-Unis
Aux États-Unis, les municipalités ont des modes d'élections très différents selon les États, voire d'une municipalité à l'autre, mais le Voting Rights Act, destiné à empêcher toute discrimination envers les minorités victimes de racisme, aboutit parfois à ce que la Cour suprême intervienne pour forcer une municipalité à modifier son règlement électoral, généralement dans le sens d'un abandon du système at large (sièges élus par candidatures individuelles sans listes sur l'ensemble de la commune) pour le scrutin uninominal majoritaire à un tour, ce qui signifie que chaque élu représente un quartier ou un district de la commune, rendant possible le découpage de circonscriptions "noires", "hispaniques" ou autres.

### En Europe
La Charte européenne de l'autonomie locale, adoptée par le Congrès des pouvoirs locaux et régionaux, a pour objectif d'établir des normes européennes communes pour mesurer et protéger les droits des collectivités locales. La Charte oblige les Parties à appliquer des règles fondamentales garantissant l'indépendance politique, administrative et financière des collectivités locales.
Pour évaluer l’application de ce texte, le Congrès mène deux activités essentielles : le surveillance et l'observation des élections locales. Ainsi, le Congrès observe périodiquement des élections locales et régionales dans les pays membres ou candidats à l’adhésion avec l'objectif de surveiller les progrès accomplis par ces pays vers la démocratie locale et régionale. Dans le cadre de sa mission de contrôle, le Congrès réalise des rapports de contrôle qui permettent de faire le suivi de la démocratie pays par pays.

### En France
En France, le système électoral diffère selon la population municipale de la commune.
Dans les trois plus grandes communes (Paris, Lyon, et Marseille) le conseil municipal est élu séparément par arrondissement municipal (mais les arrondissements ne disposent pas d'assemblée propre ni d'autonomie financière), seul un tiers des élus va alors siéger dans la mairie centrale.
Le mandat du conseil municipal est de six ans, le scrutin ayant lieu simultanément dans toutes les communes françaises. Des élections municipales (éventuellement partielles dans les communes à arrondissements) peuvent avoir lieu au cours de ce mandat de six ans en cas de démission du conseil municipal, sans en reporter le terme.
Tout majeur inscrit sur les listes électorales de la commune peut se présenter au conseil municipal, dès l'âge de 18 ans. L'inscription sur les listes électorales municipales est ouverte à tous les citoyens de l'Union européenne, résidant en France depuis plus de 3 mois, non déchus de leurs droits d'électeur dans leur pays. Le vote en France est un devoir civique, mais pas obligatoire (la non-participation n'est pas sanctionnée). Le vote blanc est valable et compté pour déterminer le quorum des votes exprimés lors de la détermination des conditions de majorité suffisante pour valider l'élection dès le premier tour ; cependant le vote blanc (ou nul) n'est pas compté comme vote exprimé, pour la majorité simple demandée pour le quorum minimum de voix nécessaire à la présentation d'une liste au second tour.
Dans les communes de moins de 1 000 habitants, les listes peuvent être incomplètes, et les candidatures individuelles sont admises. Pour les communes de 1 000 habitants et plus, les listes doivent comporter autant de candidats que de sièges à pourvoir. Dans les communes à arrondissements, il n'y a pas obligation de présenter une liste dans tous les arrondissements communaux.
Le scrutin municipal étant organisé par liste, il n'est pas invalidé si un candidat décède, se désiste ou est empêché durant les élections. En cas de démission d'un ou plusieurs conseillers municipaux au cours de leur mandat, le conseil municipal peut rester en place si la représentation en voix des sièges reste suffisante.
Même si depuis la réforme introduite par la loi no 2013-403 du 17 mai 2013 les déclarations de candidature sont obligatoires, les règles de vote dans les communes de moins de 1 000 habitants permettent à l'électeur une grande liberté de choix (panachage).
| Taille de la commune | Nombre de conseillers |
| -------------------- | --------------------- |
| < 100 h              | 7                     |
| de 100 à 499         | 11                    |
| de 500 à 1 499       | 15                    |
| de 1 500 à 2 499     | 19                    |
| de 2 500 à 3 499     | 23                    |
| de 3 500 à 4 999     | 27                    |
| de 5 000 à 9 999     | 29                    |
| de 10 000 à 19 999   | 33                    |
| de 20 000 à 29 999   | 35                    |
| de 30 000 à 39 999   | 39                    |
| de 40 000 à 49 999   | 43                    |
| de 50 000 à 59 999   | 45                    |
| de 60 000 à 79 999   | 49                    |
| de 80 000 à 99 999   | 53                    |
| de 100 000 à 149 999 | 55                    |
| de 150 000 à 199 999 | 59                    |
| de 200 000 à 249 999 | 61                    |
| de 250 000 à 299 999 | 65                    |
| au-delà de 300 000   | 69                    |

Lyon compte 73 conseillers, Marseille 101 et Paris 163.
Communes de plus de 3 500 habitants
1er tour : si une liste obtient la majorité des suffrages exprimés (au moins 50 % des voix plus une), elle obtient 50 % des sièges.
Les autres sièges sont répartis entre toutes les listes (y compris la liste majoritaire) ayant obtenu plus de 5 % des suffrages exprimés, en proportion du nombre de suffrages obtenus.
Sinon, il est procédé à un deuxième tour.
2d tour : seules les listes ayant obtenu plus de 10 % des suffrages exprimés au 1er tour peuvent se maintenir. Dans le cas où moins de deux listes sont qualifiées pour le second tour ; les deux listes arrivées en tête au premier tour sont toutes deux maintenues pour le second tour. Les listes ayant obtenu entre 5 % et 10 % peuvent toutefois fusionner avec une liste qualifiée. La liste qui obtient le meilleur résultat obtient la majorité absolue des sièges et les sièges formant la moitié restante sont répartis à la proportionnelle entre toutes les listes ayant obtenu plus de 5 % des suffrages exprimés.
Exemple : trois listes restent en course au 2d tour ; la liste A arrive en tête avec 40 % des suffrages, la liste B en obtient 32 % et la liste C 28 %.
La liste A aura 50 % des sièges plus 40 % des 50 % restant, soit 20 %, et donc finalement un total de 70 % des sièges.
La liste B aura 32 % de 50 % soit 16 % des sièges et la liste C en aura 14 %.

### En Belgique
La législation en matière d'élections communales a été régionalisée à la suite des accords de Lambermont en 2000 et 2001, les premières élections communales organisées par les régions ont été celles d'octobre 2006. Toutefois, certains principes restent valables dans les trois régions (Flandre, Wallonie, Bruxelles-capitale). Les communes à statut linguistique spécial ont également un conseil de Centre public d'action sociale élu directement, alors qu'il est élu au suffrage indirect par les conseillers communaux dans les autres communes. La commune d'Anvers est la seule à disposer de districts dotés de conseils élus, ces districts correspondent aux anciennes communes avant fusion.

#### Taille des conseils
En Wallonie, selon l'article L1122-3 du Code de la Démocratie Locale et de la Décentralisation :
Le conseil communal, y compris le bourgmestre et les échevins, est composé de 7 membres dans les communes de moins de 1 000 habitants;
- de 9 membres dans celles de 1 000 à 1 999 habitants;
- de 11 membres dans celles de 2 000 à 2 999 habitants;
- de 13 membres dans celles de 3 000 à 3 999 habitants;
- de 15 membres dans celles de 4 000 à 4 999 habitants;
- de 17 membres dans celles de 5 000 à 6 999 habitants;
- de 19 membres dans celles de 7 000 à 8 999 habitants;
- de 21 membres dans celles de 9 000 à 11 999 habitants;
- de 23 membres dans celles de 12 000 à 14 999 habitants;
- de 25 membres dans celles de 15 000 à 19 999 habitants;
- de 27 membres dans celles de 20 000 à 24 999 habitants;
- de 29 membres dans celles de 25 000 à 29 999 habitants;
- de 31 membres dans celles de 30 000 à 34 999 habitants;
- de 33 membres dans celles de 35 000 à 39 999 habitants;
- de 35 membres dans celles de 40 000 à 49 999 habitants;
- de 37 membres dans celles de 50 000 à 59 999 habitants;
- de 39 membres dans celles de 60 000 à 69 999 habitants;
- de 41 membres dans celles de 70 000 à 79 999 habitants;
- de 43 membres dans celles de 80 000 à 89 999 habitants;
- de 45 membres dans celles de 90 000 à 99 999 habitants;
- de 47 membres dans celles de 100 000 à 149 999 habitants;
- de 49 membres dans celles de 150 000 à 199 999 habitants;
- de 51 membres dans celles de 200 000 à 249 999 habitants;
- de 53 membres dans celles de 250 000 à 299 999 habitants;
- de 55 membres dans celles de 300 000 habitants et plus.

Le conseil, (lorsqu’un membre du collège communal n’est pas élu en son sein – Décret du 8 décembre 2005, art. 3, 1°), n’en reste pas moins composé du nombre de membres déterminé ci-dessus.
(Le conseil communal est installé le premier lundi de décembre qui suit les élections. Lorsqu’il s’agit d’un jour férié légal, le conseil est installé le premier jour ouvrable suivant – Décret du 8 décembre 2005, art. 3, 2°).

#### Périodicité des élections
Le mandat du conseil communal est de six ans, des élections communales peuvent avoir lieu au cours de ce mandat, sans en reporter le terme, en cas de vacance d'un siège pour cause d'épuisement de la liste des candidats. Toutefois, il n'y a pas d'automaticité en la matière et quand cette situation s'est présentée concrètement, les sièges sont restés vacants jusqu'aux élections ordinaires suivantes.

#### Inscription et vote obligatoire
Le vote est obligatoire pour les citoyens belges, qui sont inscrits d'office sur les listes d'électeurs, et pour les résidents étrangers qui se sont inscrits volontairement sur ces listes. Toutes les personnes résidant en Belgique sont inscrites dans un Registre National, tout Belge

#### Droit de vote des étrangers
Les résidents étrangers ressortissants d'autres États membres de l'UE bénéficient du droit de vote et d'éligibilité dans les mêmes conditions que les Belges, les autres résidents étrangers doivent résider légalement en Belgique depuis cinq ans et signer un document par lequel ils s'engagent à respecter la constitution et les lois belges, et la Convention européenne des droits de l'homme; ils ne sont pas éligibles.

#### Système électoral
Toutes les élections en Belgique sont organisées sous le régime du scrutin proportionnel plurinominal à un tour avec vote préférentiel. Il n'y a qu'un seul bulletin de vote où figurent toutes les listes et tous les candidats de chaque liste ; dans les communes où le vote est électronique il y a un écran par liste. Chaque électeur peut émettre de zéro (vote blanc) à x votes de préférence, x étant le nombre de conseillers à élire. Le panachage est toutefois cause d'invalidation du bulletin de vote, l'électeur a donc le choix entre
- le vote blanc ;
- le vote de liste (vote pour la liste, sans préférence pour un candidat), aussi appelé vote en "case de tête" (une case ad hoc figurant en haut de la colonne de la liste concernée) ;
- le vote pour un ou plusieurs candidats sur la même liste.

Contrairement aux élections régionale et fédérales, il n'y a pas de liste distincte de suppléants, tous les candidats sont d'office suppléants, l'ordre dans lequel ils peuvent être appelés à siéger est déterminé en fonction de leur position initiale sur la liste et de leur score personnel, comme pour les élus.

## Élection du chef de l'exécutif municipal (maire, bourgmestre)
Le mode de désignation du bourgmestre ou maire varie d'un pays à l'autre, voire d'une entité fédérée à une autre.
En Belgique, c'est également le cas pour le bourgmestre, mais grâce à la régionalisation de la loi communale, la Région wallonne a introduit une nouvelle règle, d'application depuis les élections en 2006, par laquelle le bourgmestre est d'office le candidat ayant obtenu le plus de voix de préférence sur la liste ayant recueilli le plus de voix au sein de la coalition. Toutefois, « Si tous les conseillers du groupe politique, partie à l’accord de majorité qui a obtenu le plus de voix de préférence lors des dernières élections, renoncent à exercer cette fonction, est élu bourgmestre le conseiller qui a obtenu le plus de voix de préférence dans le groupe politique, partie à l’accord de majorité, qui a obtenu le deuxième score en voix lors des dernières élections. » (art. L1123-4). Afin de régler la situation particulière à Charleroi, et de rendre légalement possible la nomination du conseiller CDH Viseur comme bourgmestre (alors que le PS restait le parti le plus important de la coalition), un décret a été promulgué en juin 2007.
En Italie et en Bulgarie, il y a deux élections simultanées, celle du conseil municipal à la proportionnelle et celle du maire au scrutin majoritaire à deux tours. En Italie, si la commune compte plus de 15 000 habitants (ou un autre seuil variable dans les régions à statut spécial), l'élection se fait sur deux tours, si au premier tour aucun candidat n'obtient la majorité absolue. En ce qui concerne le législatif communal, la victoire d'un candidat au poste de maire lui garantit au moins 60 % des sièges du législatif, ce qui fait du système un système "proportionnel corrigé".
Aux Pays-Bas, le bourgmestre est un fonctionnaire nommé par le gouvernement. La question de son élection directe, revendiquée de longue date par le parti libéral D66, est épisodiquement évoquée dans la presse.

### Au Canada
Au Canada, le maire et les conseillers sont élus séparément au scrutin majoritaire à un tour pour une période de 4 ans. Par tradition, la plupart des candidats sont indépendants à l'exception de certaines villes du Québec où les conseillers se présentent sous la bannière de partis locaux, n'ayant aucune affiliation politique avec ceux de la province ou du fédéral.

#### Ontario
En Ontario, les élections municipales se tiennent à chaque 4 ans depuis 2006. Auparavant, la durée des mandats était de 3 ans. Depuis 2006 les élections se tiennent le 4e lundi du mois d'octobre.

### En France
En France, le maire est le président du conseil municipal et est élu par suffrage indirect parmi les conseillers municipaux élus, au cours d'une assemblée extraordinaire devant avoir lieu durant la première semaine après élection du conseil municipal ou après démission du maire (Code général des collectivités territoriales, art. L2122-4). Un maire français est élu pour six ans (sauf cas exceptionnel, par exemple sept ans pour les élus de 2001, l'année 2007 étant déjà remplie par les élections présidentielle et législative) et peut être rééligible.
En cas d'absence de majorité pour élire un maire au sein d'un conseil municipal, ou si aucun conseil municipal ne peut être désigné (par exemple en cas de défaut de listes lors d'un scrutin, ou d'irrégularité de scrutin), le préfet de département (qui représente les intérêts exécutifs de la République au sein du département) prend en charge temporairement les attributions exécutives du conseil municipal et organise les nouvelles élections (sauf dans les quelques communes sans électeurs qui ont été conservées pour des raisons symboliques historiques, tels que certaines communes complètement ravagées par la Première Guerre mondiale), et le président du Tribunal d'instance du département prend en charge les fonctions judiciaires du maire.

## Variantes du suffrage universel local
- Jusqu'à la fin des années 1960, seuls les propriétaires et les locataires principaux disposaient du droit de vote en Irlande du Nord, ce qui avait pour conséquence que de nombreux Irlandais catholiques, sous-locataires, en étaient privés.
- En Nouvelle-Zélande, le propriétaire d'un immeuble dispose d'un vote dans la municipalité où se trouve son bien, en plus d'une dans celle où il réside.
- En Angleterre, jusqu'à la fin des années 1940, le chef d'entreprise disposait d'une voix dans la municipalité où se trouvait son entreprise, en plus d'une dans celle où il résidait.
- En France, les Français résidant hors de France ont le droit de s'inscrire dans une commune où ils ne résident pas, soit qu'ils y aient été inscrits avant de quitter le territoire, soit qu'un de leurs ascendants y ait été inscrit. Par ailleurs, de nombreux Français restent inscrits sur les listes des communes où ils sont nés, ce qui explique que lors des élections municipales le nombre d'électeurs est parfois de loin supérieur au nombre de résidents réels. Les ressortissants de l'Union Européenne peuvent être électeurs aux élections municipales.
- Dans les pays du Benelux, en Allemagne et dans les pays nordiques, tous les résidents d'une commune figurent d'office sur les registres électoraux, alors qu'en France et dans les pays anglophones l'inscription sur les registres électoraux se fait sur base volontaire, ce qui aboutit à un taux élevé de non-inscription dans les strates socio-économiques les plus faibles et parmi la plupart des minorités ethniques.
- Dans de nombreux États ou entités fédérées, certaines catégories de résidents étrangers, voire tous, disposent dans certaines conditions (durée de résidence par exemple) du droit de vote et/ou d'éligibilité. C'est notamment le cas des États membres de l'Union européenne pour leurs ressortissants respectifs, de par le Traité de Maastricht.
- Au Québec, tous les résidents ont droit de vote, la seule condition est d'avoir un lieu de résidence et avoir 18 ans. De plus, les sans-abris peuvent utiliser l'adresse de leur refuge par l'endossement de ce dernier pour voter.